# Stenogrammitis rupestris
Stenogrammitis rupestris är en stensöteväxtart som först beskrevs av Barbara S. Parris, och fick sitt nu gällande namn av Paulo Henrique Labiak. Stenogrammitis rupestris ingår i släktet Stenogrammitis och familjen Polypodiaceae. Inga underarter finns listade.